# 八字命学
八字命學衍生自陰陽五行與天干地支，是一种根据生辰八字推算人一生命運的方法。自宋代徐子平奠定時、日、月、年四柱推命的方法，故八字命學又稱四柱推命、子平法或子平八字。

## 學說發展

五行

推祿命可追溯自漢代，除了用觀察骨法、體態之相術論命，如《論衡》：「故知命之工，察骨體之證」，東漢成書的《太平經》，其〈有德人祿命訣〉亦記載以出生之年的地支論命，並偶爾言及與月、日同支的情況（如三寅合生），但大抵是以年為主，論壽命之長短。與後世的祿命術相比，《太平經》的祿命訣僅具雛型，尚不成嚴密體系，其宗旨也以勸善、修德為主。至漢末三國時，管輅自言：「天與我才明，不與我年壽，恐四十七、八」，除用骨法、體相之外，還提及了「吾本命在寅」。又東晉《抱朴子》：「按玉策記及開明經，皆以五音六屬，知人年命之所在」，《晉書》：「使君年四十七，行年入庚寅」，似乎此時只算本命（年）、行年，用於避忌為主。北朝的魏書載孫紹「善推祿命」、南朝的梁書載王先生「計祿命」，不過皆不載其法。
至《北齊書》，已記載當時有名為魏寧的術士善推「祿命」，武成帝以其出生年、月託人問之，魏寧答曰：「極富貴，今年入墓。」。《北史》也記載蕭吉為隋主論命，談及本命、小運/行年、流年流月之運勢。呂才〈序祿命〉記載了唐初時推算祿命之法，用年、月干支推算和神煞論命，以生年干支的納音五行為主，代表了早期的祿命術。隋唐時代，受印度天文學和占星術的影響，推人祿命和星曜產生聯繫，開啟了用出生年月干支算命以外的另一種論命方法，即五星推命。《隋書·經籍志》記載了一系列用元辰推人祿命、厄運之書，在印度曆算傳入後，本命、元辰之說也和星曜結合。
後世追索八字命學的開宗祖師，通常推唐代李虛中為首，以人出生的年月日干支配成「三柱」推命，視其生、勝、衰、死、相、旺論命。在敦煌遺書祿命書文獻中有「行年」、「年立」，以人之生年論命，同時也出現以生月、生日論命的文獻。宋代，在「三柱」的基礎添加時辰入命，蛻變為「四柱八字」。南宋時期廖中著有命理著作《五行精紀》，該書以四柱論命，「遁月從年，則以年為主，遁時從日，則以日為本」，配以納音五行、吉凶神煞。另外南宋時，徐大升傳出徐子平之法，其四柱論命「以日為主，年為本，月為提綱，時為輔佐」，重視日干的作用，以正五行的生剋關係定“十神”推算祿命，神煞則退居輔助、次要參考的地位，後人將該法整理，名為《淵海子平》。
明清時代，子平法蓬勃發展。先有明代進士萬民英兼收百家之言、集結成《三命通會》。文人張楠則欲排除枝節謬論，彙整子平法為《神峰通考》。其後的著作，在子平法的基礎上加以發揮，有清代內閣大學士陳素庵《命理約言》、進士沈孝瞻《子平真詮》。又有任鐵樵對《滴天髓》（傳說劉伯溫撰滴天髓，一說為宋代京圖撰）:47批註增解為《滴天髓闡微》，民國時期的命學家，如徐樂吾、袁樹珊等，視該書為八字命學經典；余春台的《窮通寶鑑》則在八字學說上另闢蹊徑，以「調候說」擴充推命的思路。民國之後，則以韋千里的《千里命稿》為代表，用詞通俗、內文深入淺出，評價極高。:47-49、92

## 八字要素

### 陰陽
關於「陰陽」，《易傳》提出解釋：「一陰一陽之謂道。」天地宇宙萬物皆為兩股名為陰、陽的力量構成。:22
陰陽有所謂「陽奇陰偶」之分，於甲、丙、戊、庚、壬五陽年（奇數年）出生者，男命稱「陽男」，女命稱「陽女」。反之於乙、丁、己、辛、癸年（偶數年）出生者，男命作「陰男」，女命作「陰女」。:29

### 五行
漢文化中，古人以木、火、土、金、水為五種構成天地宇宙的基本物質:25-28，五行之間各含生剋，八字命造學說觀點主張「生者有情，剋者有義」，生剋之間力求中和平衡，舉凡生之過旺或不足、剋之太過與不足等，皆帶負面影響。:27-28

### 干支
天干地支，又作天幹地支，相傳為黃帝所創，除了作為計算時間或日期的用途:32亦被視為天地宇宙觀的濃縮，但兩者屬性仍有所區別，其中「天干」主動、「地支」屬靜，由於「天干」自行具備活躍的流動性，實質影響力大於居而不動的「地支」。天干地支之間「生剋制化、會合刑沖」等相互作用，即為八字命理學的推命基本準則:84-88。

### 八字排盤
八字命理的排盤方式係由一個人的出生時辰，含括時、日、月、年，可循萬年曆索驥，轉化為天干、地支的排列組合，可分為「時干、時支」的時柱，「日干、日支」的日柱，「月干、月支」的月柱，以及「年干、年支」的年柱，總計「四柱八字」，此法由徐子平開創:47-49，又習稱「子平學」或「四柱八字學」。:15
| 四柱 | 八字的天干   | 八字的地支 | 命限 | 別稱             | 比喻 | 延伸                         |
| ---- | ------------ | ---------- | ---- | ---------------- | ---- | ---------------------------- |
| 年柱 | 父宮         | 母宮       | 少年 | 本命、年命       | 根   | 與父母的吉凶關係、親疏互動   |
| 月柱 | 事業宮       | 命格宮     | 青年 | 題綱、月建、月提 | 苗   | 社會價值觀、對外人際互動     |
| 日柱 | 命主（日元） | 夫妻宮     | 中年 | 日主、元神       | 花   | 內在性情，婚姻觀與感情觀     |
| 時柱 | 子女宮       | 疾厄宮     | 晚年 | 歸宿             | 果   | 與子女親疏互動與身體健康狀態 |

「命主」，又稱「日主」、「日元」或「本命元神」，由出生日的天干決定（即命盤四柱中的「日干」決定），代表一個人的本質，為八字學中最重要的論點。:66、76-88
「命格」，位於月柱的月支，包含「正官格」、「偏印格」或「劫財格」等共十個命格類型，稱「十星宿」或「十神」，代表一個人的外在行為與表現出來的個性，乃八字學中第二重要的論點，僅次於「日主」。:67主星雖落在「月支」上，但所有星宿評判的標準係以「日干」與各柱的關係為準，即出生日的天干決定四柱星宿的佈局。:66-69:56-57、142-144
| 天干 | 五行 | 與命主關係         | 陰陽相同     | 陰陽相異     | 備註             | 備註             |
| ---- | ---- | ------------------ | ------------ | ------------ | ---------------- | ---------------- |
| 甲乙 | 木   | 同我（甲乙同為木） | 比肩（甲木） | 劫財（乙木） | 比肩又作「祿位」 | 劫財又作「羊刃」 |
| 丙丁 | 火   | 我生（木生火）     | 食神（丙火） | 傷官（丁火） |                  |                  |
| 戊己 | 土   | 我剋（木剋土）     | 偏財（戊土） | 正財（己土） |                  |                  |
| 庚辛 | 金   | 剋我（金剋木）     | 七殺（庚金） | 正官（辛金） | 七殺又作「偏官」 |                  |
| 壬癸 | 水   | 生我（水生木）     | 偏印（壬水） | 正印（癸水） | 偏印又作「梟神」 |                  |

事例
| 四柱     | 時柱  | 日柱  | 月柱  | 年柱  | 備註                                                      |
| -------- | ----- | ----- | ----- | ----- | --------------------------------------------------------- |
| 主星宿   | 正 印 | 命 主 | 傷 官 | 偏 印 |                                                           |
| 五行     | 陽火  | 陰土  | 陽金  | 陰火  |                                                           |
| 天干     | 丙    | 己    | 庚    | 丁    | 外顯、右側                                                |
| 地支     | 子    | 未    | 戌    | 酉    | 內在、左側                                                |
| 地支藏干 | 癸水  | 己土  | 戊土  | 辛金  | 地支藏（天干），數量一至三個， 論命以取第一個的天干為主。 |
| 五行     | 陰水  | 陰土  | 陽土  | 陰金  |                                                           |
| 副星宿   | 偏 財 | 比 肩 | 劫 財 | 食 神 |                                                           |
| 副星宿   | 偏 財 | 比 肩 | 命格  | 食 神 |                                                           |

此事例的命主為「己土」，命格「羊刃格」，身強。

### 變格
除了講求正行調和的正格論命，亦有生旺太過，剋蝕太甚者，反成變格。例如專旺格、從兒格、從財格、從殺格等

## 相關人物
- 李虛中
- 徐子平
- 沈孝瞻
- 任鐵樵
- 萬民英
- 韋千里
- 袁樹珊

## 相關書籍
- 《淵海子平》，宋·徐大升 著 明·杨淙 编。
- 《滴天髓》，相傳為明·劉基　原著／清·任鐵樵　徵義／民國·徐樂吾　補註。
- 《三命通會》，明·萬育吾　著。
- 《子平真詮》，清·沈孝瞻　原著／民國·徐樂吾　評註。
- 《窮通寶鑑》（《欄江網》），原著不詳／清·余春台　重編／民國·徐樂吾　評註。

## 原文註釋
1. ↑  《易傳．繫辭上》：「一陰一陽之謂道，繼之者善也，成之者性也。仁者見之謂之仁，知者見之謂之知，百姓日用而不知，故君子之道鮮矣。顯諸仁，藏諸用，鼓萬物而不與聖人同憂，盛德大業，至矣哉。富有之謂大業，日新之謂盛德，生生之謂易，成象之謂乾，效法之謂坤，極數知來之謂占，通變之謂事，陰陽不測之謂神。」